# Francisco Alonso-Fernández
Francisco Alonso-Fernández (Oviedo, 13 de febrero de 1924-Madrid, 28 de junio de 2020) fue un médico psiquiatra, neurólogo y psicólogo español que trabajó en el tratamiento contra la depresión y la drogodependencia.

## Biografía
Fue discípulo de Juan José López Ibor, completó su formación en Zúrich y Viena. En 1949 obtuvo por concurso-oposición una plaza de médico jefe de la sección de psiquiatría e higiene mental del Instituto Provincial de Sanidad de La Coruña. En 1965 logró por oposición la plaza de psicotécnico-director de institutos provinciales de psicología aplicada. Obtuvo la cátedra de psiquiatría de la Universidad de Sevilla mediante oposición en 1970.
Perteneció a varias asociaciones médicas y ostentó varios cargos honoríficos: fue miembro de la Real Academia Nacional de Medicina, de la Academia Nacional de Medicina de Perú (1983) y de la Real Academia de Bellas Artes de San Fernando (2000). Presidente de la sección VI. académico correspondiente del Instituto Mexicano de Psiquiatría (1979). Ha sido nombrado presidente de honor de la Asociación Ibero-latinoamericana de Psiquiatría, de la Sociedad Europea de Psiquiatría Social (2005) y de la Sociedad de Psiquiatría de Jalisco (2006). Director asociado de la Fundación ACTA de Psiquiatría y Psicología de América Latina, Buenos Aires (2005). Era, además, miembro de honor de sociedades científicas de psiquiatría de catorce países europeos o americanos. Colegiado de honor de los colegios médicos de Las Palmas, Madrid, Santa Cruz de Tenerife y Jalisco. Fue el primer presidente de la Sociedad Española contra el Alcoholismo y las Drogodependencias (1972-1974). Honorary fellow de la American Society of Hispanic Psychiatrists (1988). Director del Instituto de Psiquiatras de Lengua Española y profesor honorífico de esta institución, desde 1992.
Ha sido nombrado doctor honoris causa por las universidades de Montevideo, Santo Domingo, Maimónides de Buenos Aires y Fernando Pessoa de Oporto y profesor honorario por siete universidades —Autónoma de México, Lima, La Habana, Carabobo, Guadalajara, Ibiza Internacional y Autónoma de Madrid—.
Desde 1977 ocupó el cargo de catedrático jefe del Departamento de Psiquiatría y Psicología Médica en la Universidad Complutense de Madrid y, desde 1990, es catedrático emérito de ese mismo departamento.
En 1990 registró una solicitud de patente sobre un método para la detección, el diagnóstico, la clasificación y el seguimiento de la depresión.
Falleció en su domicilio en Madrid el 28 de junio de 2020 a los noventa y seis años a causa de una enfermedad.

## Premios
- Premio Doctor Díaz Rubio de la Real Academia de Medicina (1961).
- Medalla de Plata de la Cruz Roja Española (1972).
- Asturiano del Año (1981).
- Premio a la Investigación en Psiquiatría, por el Instituto Superior de Estudios Sanitarios de Roma (1988).
- Diploma de Asturiano Universal (2008).
- Premio a la Excelencia Sanitaria, por el Instituto Europeo de Salud y Bienestar Social, de la OMS (2008).

## Obra
Colaboró en numerosas publicaciones especializadas españolas y extranjeras, y a su trabajo en éstas se unen, entre otras, las siguientes obras aparecidas en volumen: 
- El sistema hipófisis-suprarrenales en la clínica neuropsiquiátrica. (Cortisona. ACTH. Enfermedades de adaptación), (Madrid, 1954).
- La intoxicación por el manganeso. (El psiquismo subcortical y los síndromes extrapiramidales), (Barcelona-Madrid, 1961).
- Fundamentos de la psiquiatría actual, dos tomos, (Madrid, 1968).
- Psicología médica y social (Madrid, 1979).
- Compendio de psiquiatría (Madrid, 1978).

En total ha escrito 49 libros y ha realizado numerosos trabajos en revistas médicas, como Psicopatología, revista de la que fue fundador y director durante 26 años. Ha dirigido la edición de una Enciclopedia de Pedagogía y Psicología en 7 tomos.